# 빈디 (인도)
빈디(Bindi)는 인도의 종교 의식에서 유래한 것이다. 이마 가운데 즉 미간에 점을 찍거나 보석 등을 붙이는 행위를 말한다. 산스크리트어 빈두에서 유래했으며 원뜻은 물방울이란 의미이다. 힌두교 문화권에서는 미간을 제3의 눈이 존재하고 에너지의 중심인 차크라가 모이는 6번째 지점으로 여긴다. 이곳을 '아갸 차크라'로 부르며, 이는 인간의 본성을 지배하는 곳이라는 의미를 가진다. 힌두교가 인도 전역으로 퍼진 4세기부터 인도의 여성은 빈디에 칠을 하면서 결혼 여부를 판단했다고 한다. 기혼 여성은 빈디에 붉은 칠을 하고, 과부라면 칠을 하지 않거나 검은 빈디를 붙였다. 종교적 의미가 약해져 남자들이 빈디를 하기도 하고 보석으로 치장하는 등 빈디가 일종의 패션 아이템이 된 현대에도 암묵적으로는 색깔로 기혼 여부를 판별하는 풍습은 남아있어서 붉은 빈디를 한 여자는 기혼자일 가능성이 높다. 물론 서구적인 외모를 선호하는 경향이 생기고 구습이 사라져 가면서 기혼 여부 관계없이 안하는 사람들도 매우 많아졌다.